# Le Mont
För andra betydelser, se Le Mont (olika betydelser).
Le Mont (svenska: "Berget"), också kallad Tremplin aux Bossons, är en hoppbacke i Chamonix i Frankrike. Backen har K-punkt 95 meter och backstorlek (Hill Size) 105 meter. Le Mont användes vid tidernas första olympiska vinterspel (1924), skid-VM 1937 och i världscupen.

## Historia
Le Mont byggdes 1905 vid foten av Mont Blanc. Olympiska vinterspelen 1924, de första i ordningen, arrangerades där. Både backhopparna och utövarna av nordisk kombination tävlade där. I backhoppningen vann Jacob Tullin Thams från Norge den allra första olympiska backhoppstävlingen. Under Skid-VM 1937 vann norrmannen Birger Ruud. Deltävlingar i världscupen arrangerades under perioden 1981 till 1998. Universiaden 1960 arrangerades i Le Mont. Sedan 2001 har endast nationella backhoppningstävlingar arrangerats i backen.

## Backrekord
Officiellt backrekord delas av fransmännen Jason Lamy-Chappuis och Emmanuel Chedal. Jason Lamy-Chappuis hoppade 110,0 meter under franska mästerskapen (9 februari 2007). Dagen efter (10 februari 2007) tangerades rekordet av Emmanuel Chedal.

## Viktiga tävlingar
| Datum            | Vinnare                          | Andra plats                 | Tredje plats                | Tävling               |
| ---------------- | -------------------------------- | --------------------------- | --------------------------- | --------------------- |
| 4 februari 1924  | Jacob Tullin Thams, Norge        | Narve Bonna, Norge          | Anders Haugen, USA          | Olympiska spelen 1924 |
| 12 februari 1937 | Birger Ruud, Norge               | Reidar Andersen, Norge      | Sigurd Sollid, Norge        | Skid-VM 1937          |
| 26 februari 1981 | Roger Ruud, Norge                | Jon Eilert Bøgseth, Norge   | Ernst Vettori, Österrike    | Världscup             |
| 22 december 1985 | Pekka Suorsa, Finland            | Jens Weissflog, Östtyskland | Frédéric Berger, Frankrike  | Världscup             |
| 21 december 1986 | Martin Švagerko, Tjeckoslovakien | Olav Hansson, Norge         | Primož Ulaga, Jugoslavien   | Världscup             |
| 29 januari 1989  | Jan Boklöv, Sverige              | Roberto Cecon, Italien      | Josef Heumann, Västtyskland | Världscup             |
| 16 december 1995 | Ari-Pekka Nikkola, Finland       | Janne Ahonen, Finland       | Ralph Gebstedt, Tyskland    | Världscup             |
| 17 december 1995 | Hiroya Saitō, Japan              | Ari-Pekka Nikkola, Finland  | Masahiko Harada, Japan      | Världscup             |
| 5 december 1998  | Martin Schmitt, Tyskland         | Janne Ahonen, Finland       | Kazuyoshi Funaki, Japan     | Världscup             |
| 6 december 1998  | Janne Ahonen, Finland            | Kazuyoshi Funaki, Japan     | Martin Schmitt, Tyskland    | Världscup             |